# Dangerous Goods Regulations

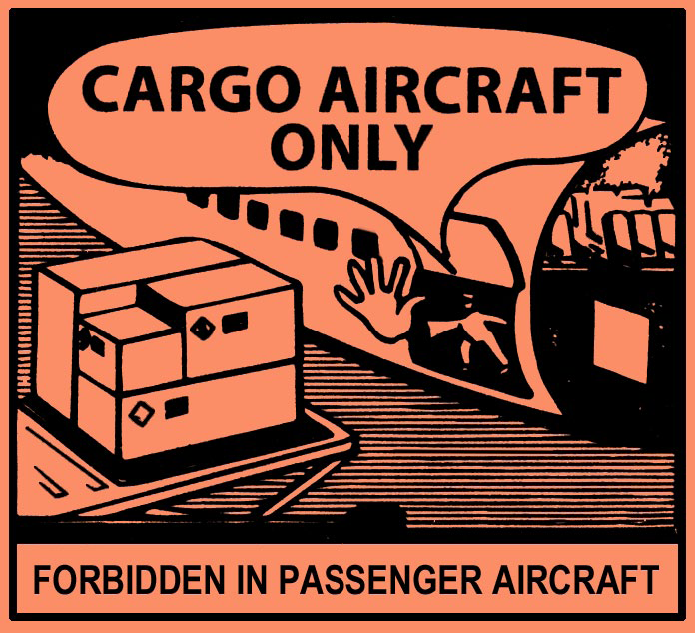
Etikett Cargo Aircraft Only

Dangerous Goods Regulations (DGR) (IATA-Gefahrgutvorschriften) ist ein Regelwerk für den Transport von Gefahrgut im Luftverkehr der IATA.

## Übersicht
Die DGR-Bestimmungen sehen vor, welche Gefahrgüter im Luftverkehr versendet werden dürfen und wenn ja, welche Nettomenge pro Versandstück nicht überschritten werden darf. Außerdem muss die Verpackung der Güter nach besonderen Richtlinien vorgenommen werden. Bestimmte verschiedene Stoffe dürfen nicht zusammen in einem Versandstück versendet werden. Des Weiteren ist zu beachten, dass einige Güter nur per Frachtflugzeug (Cargo Aircraft Only) und nicht per Passagierflugzeug versendet werden dürfen – für beide Flugzeugarten gibt es meistens unterschiedliche Maximalmengen der Gefahrgüter. Zudem müssen Versandstücke mit Gefahrsymbolen und sonstigen Markierungen  gekennzeichnet werden. Der Versender muss eine Versendererklärung (Shipper’s Declaration) ausfüllen. Informationen darauf sind u. a. eine der UN-Nummer ähnliche Nummer, eingeteilt in die Gruppen von 1 bis 9, der Gefahrstoffname (auf Englisch), Nettomenge, Gefahrenklasse, Verpackungsgruppe und die Verpackungsanweisung. In einigen Fällen muss eine 24h-Notfallnummer des Versenders auf der Versendererklärung angegeben werden.

## Einzelheiten
Die Dangerous Goods Regulations regeln auch, ob gefährliche Güter von Passagieren oder Besatzungsmitgliedern mitgeführt werden dürfen, und wenn ja, ob im aufgegebenen Gepäck oder im Handgepäck.
Beim Transport von Lithiumbatterien ist auf eine besonders sorgfältige Deklaration, Verpackung und Markierung zu achten. Schwere Unfälle beim Transport von Lithiumbatterien im Luftverkehr führten zu Verschärfungen in den Vorschriften. Zum 1. April 2016 traten weitere verschärfte Vorschriften in Kraft (siehe: IATA_Lithium Batteries as Cargo in 2016_Update III). Der Transport von Sauerstofferzeugern wurde nach dem Absturz des ValuJet-Fluges 592 in Passagierflugzeugen gänzlich verboten, erlaubt blieben nur die Geräte zur Notfallversorgung in der Passagierkabine.
Die Dangerous Goods Regulations übernehmen die von der ICAO herausgegebenen Technical Instructions For The Safe Transport of Dangerous Goods by Air, letztere erscheinen alle zwei Jahre. Daneben haben alle Staaten und Airlines die Möglichkeit, spezielle Bestimmungen (i. d. R. Verschärfungen der allgemein geltenden Bestimmungen) und Bedingungen festzulegen. Diese speziellen Bestimmungen sind ebenfalls in den IATA-Gefahrgutvorschriften zu finden.
Die IATA-Gefahrgutvorschriften werden in einem jährlich aktualisierten Handbuch veröffentlicht.
Versender von Gefahrgut müssen IATA-DGR-geschult sein.
Verstöße gegen die IATA-Gefahrgutvorschriften können strafrechtliche Folgen haben. Bei Verstößen gibt es eine Meldepflicht gegenüber den nationalen Behörden (in Deutschland: Luftfahrt-Bundesamt, in der Schweiz das BAZL, in Österreich die Austro Control).